# 大阪平野

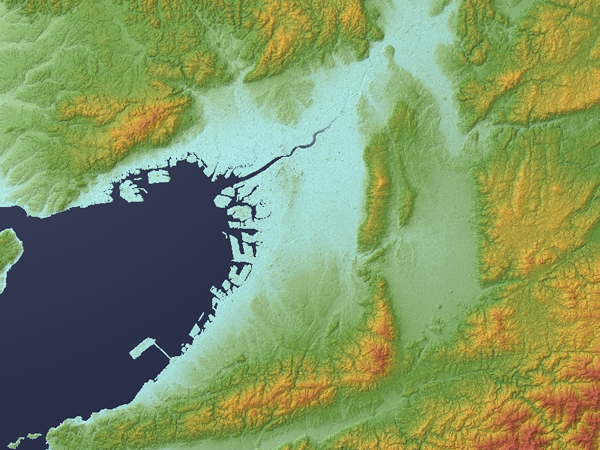
大阪平野周辺の地形図

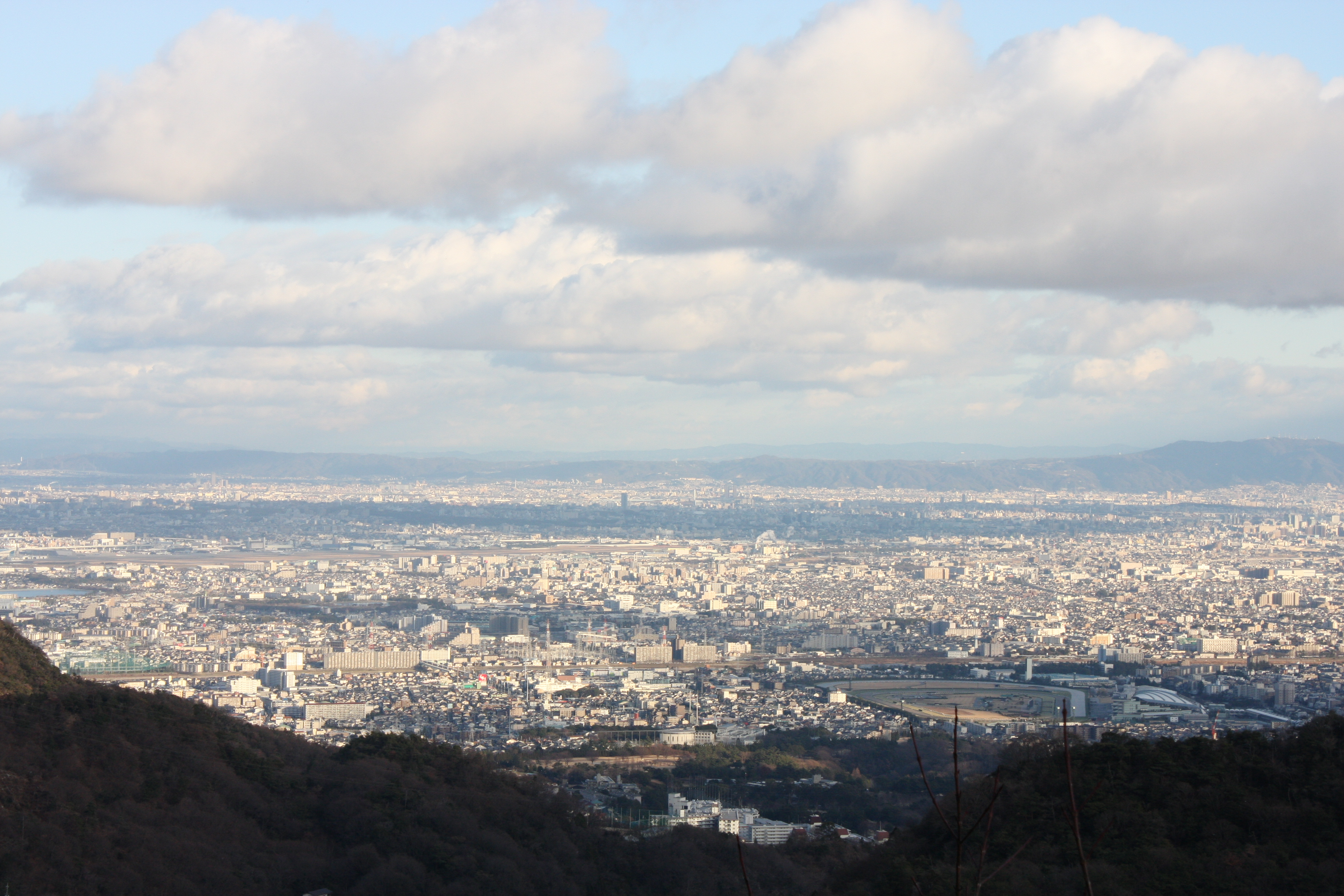
平野の北西端から（西宮市）

大阪平野（おおさかへいや）は、大阪府の北部の一部を除く大部分から兵庫県の南東部を占める平野である。（阪神平野）

## 概要
北を六甲山地と北摂山地に、東を生駒山地と金剛山地に、南を和泉山脈に囲まれ、西の大阪湾に注ぎ込む淀川が主要河川である。西隣には播磨平野が、東隣には奈良盆地が、北東隣には京都盆地が、南隣には和歌山平野がある。兵庫県側では一般的に阪神平野と呼ばれる。
大阪平野の多くの土地は干拓や埋め立てによって形成されてきた。そのため、地下水くみ上げによる地盤沈下が問題になることがとても多かった。
大阪盆地（おおさかぼんち）という呼称もある。この場合、大阪湾を隔て、南を諭鶴羽山地に、西を津名丘陵に囲まれた淡路島の洲本平野を含む場合もある。

## 成り立ち
2万4000年前から2万年前は極寒期であり、近畿地方は年平均気温が現在より6度から8度低かったといわれており、現在の金剛山や六甲山の山頂、東北地方北部や北海道南部付近の気温であったと推定される。そして、海面は現在より100メートル余りも下がっていた。そのため、大阪湾や瀬戸内海はすっかり干上がり、当時の大阪は、北は六甲と北摂、東は生駒と金剛、南は和泉、西は淡路の山地や山脈に囲まれた内陸の盆地であった。そして、上町台地の北端は、淀川河床から50メートルを超える際だった高さの台地であった。当時の日本列島は夏でも雨が少なく、冬の積雪量は現在の半分ほどであり、古大阪平野は深林ではなく草地のなかに針葉樹と広葉樹のつくる林がまばらに広がる程度であった。このような平野で旧石器人は打製石器を通って動物を捕り、植物を採集する生活をしていた。大阪では、3万数千年前から1万数千年前の後期旧石器時代の遺跡が270ヵ所余り見つかっている。
縄文時代は、現在の寝屋川市あたりまで海（河内湾）であり、上町台地は半島になっていた。それが琵琶湖を源流とする淀川や奈良盆地からの大和川など周囲から流れ込む大量の土砂が次第に堆積し、弥生時代から古墳時代には上町台地の部分の砂州によって大阪湾と上流の河内湾とが隔てられ、河内湾は河内湖、河内潟へと変化し、すなわち草香江（くさかえ）になり、その湖も干拓され5世紀ごろには現在の大阪平野の姿ができた。
そして古代より中国や朝鮮半島との船での往来の拠点としていくつかの港津が開かれた。住吉大社の西方に位置していたと考えられる住吉津、大阪市中央区三津寺付近にあったとされる難波津、そして現在の堂島川にあったと思われる渡辺津や江口、現在の堺市に位置していたとされる榎津である。ただし、江口は難波津に来航する外交使節を迎える場であったらしい。そして難波宮の地に難波京が置かれたこともあり、奈良時代から平安時代にかけて朝廷の玄関口として機能した。
上町台地の東側では洪水が頻繁に発生したため、1703年にそれまで北へ向かっていた大和川の流れを今のように西へ向けるようにした。これにより旧大和川の流域は鴻池新田などの農地となったが、大和川の河口となった堺では港に土砂が堆積して港湾機能が低下した。
現在では埋立地が大阪湾に広がっており、自然の海岸はほとんど残っていない。